# Memoriał Alfreda Smoczyka 1989
XXXIX Memoriał Alfreda Smoczyka odbył się 11 czerwca 1989 r. Wygrał po raz kolejny Jan Krzystyniak z Leszna.

## Wyniki
- 11 czerwca 1989 r. (niedziela), Stadion im. Alfreda Smoczyka (Leszno)
- NCD: Jan Krzystyniak - w 4 wyścigu - 65,0 sek.

| Msc. | Zawodnik                  | Klub                 | Pkt |             |  |
| ---- | ------------------------- | -------------------- | --- | ----------- |  |
| 1    | (16) Jan Krzystyniak      | Stal Rzeszów         | 15  | (3,3,3,3,3) |  |
| 2    | (9) Piotr Świst           | Stal Gorzów Wlkp.    | 14  | (3,3,3,3,2) |  |
| 3    | (13) Krzysztof Okupski    | Stal Gorzów Wlkp.    | 12  | (1,2,3,3,3) |  |
| 4    | (5) Piotr Pawlicki        | Unia Leszno          | 10  | (3,1,2,2,2) |  |
| 5    | (15) Adam Pawliczek       | ROW Rybnik           | 9   | (2,0,3,2,2) |  |
| 6    | (14) Janusz Stachyra      | Stal Rzeszów         | 8   | (d,3,2,2,1) |  |
| 7    | (11) Eugeniusz Skupień    | ROW Rybnik           | 8   | (1,2,1,1,3) |  |
| 8    | (1) Zenon Kasprzak        | Unia Leszno          | 7   | (3,0,0,1,3) |  |
| 9    | (7) Zbigniew Krakowski    | Unia Leszno          | 7   | (1,1,2,3,0) |  |
| 10   | (3) Jacek Gomólski        | Polonia Bydgoszcz    | 7   | (2,3,u,1,1) |  |
| 11   | (8) Andrzej Huszcza       | Falubaz Zielona Góra | 6   | (2,2,1,0,1) |  |
| 12   | (10) Zbigniew Błażejczak  | Falubaz Zielona Góra | 5   | (2,2,1,0,0) |  |
| 13   | (2) Ryszard Dołomisiewicz | Polonia Bydgoszcz    | 5   | (t,1,1,2,1) |  |
| 14   | (6) Sławomir Dudek        | Falubaz Zielona Góra | 3   | (0,0,2,1,0) |  |
| 15   | (12) Josef Minařík        | Czechosłowacja       | 3   | (t,0,0,0,2) |  |
| 16   | (4) Jan Holub             | Czechosłowacja       | 1   | (0,1,0,0,0) |  |
|      | rez. Dariusz Kasprzak     | Unia Leszno          | 1   | (1)         |  |
|      | rez. Dariusz Michalewicz  | Unia Leszno          | 0   | (0)         |  |

Bieg po biegu
1. (67,0) Z. Kasprzak, Gomólski, D. Kasprzak, Holub, Dołomisiewicz (t) / D. Kasprzak za Dołomisiewicza
2. (65,6) Pawlicki, Huszcza, Krakowski, Dudek
3. (65,2) Świst, Błażejczak, Skupień, Michalewicz, Minařík (t) / Michalewicz za Minaříka
4. (65,0) Krzystyniak, Pawliczek, Okupski, Stachyra (d)
5. (66,1) Świst, Okupski, Pawlicki, Z. Kasprzak
6. (66,1) Stachyra, Błażejczak, Dołomisiewicz, Dudek
7. (66,9) Gomólski, Skupień, Krakowski, Pawliczek
8. (65,1) Krzystyniak, Huszcza, Holub, Minařík
9. (66,2) Krzystyniak, Dudek, Skupień, Z. Kasprzak
10. (66,7) Pawliczek, Pawlicki, Dołomisiewicz, Minařík
11. (65,2) Świst, Stachyra, Huszcza, Gomólski (u)
12. (66,4) Okupski, Krakowski, Błażejczak, Holub
13. (66,9) Krakowski, Stachyra, Z. Kasprzak, Minařík
14. (66,4) Okupski, Dołomisiewicz, Skupień, Huszcza
15. (65,7) Krzystyniak, Pawlicki, Gomólski, Błażejczak
16. (66,4) Świst, Pawliczek, Dudek, Holub
17. (66,9) Z. Kasprzak, Pawliczek, Huszcza, Błażejczak
18. (67,1) Krzystyniak, Świst, Dołomisiewicz, Krakowski
19. (67,8) Okupski, Minařík, Gomólski, Dudek
20. (68,0) Skupień, Pawlicki, Stachyra, Holub